# 申理
申理（1474年—？），字伯溫，陝西平凉府鎮原縣人，民籍，明朝政治人物。

## 生平
陝西鄉試第四十五名舉人。正德六年（1511年）中式辛未科會試第三百七名，登第三甲第一百七十名進士。十一年十月由知縣选授兵科給事中。

## 家族
曾祖申達，曾任訓導；祖父申翔；父申銓，母朱氏。重庆下。